# Heterosentis heteracanthus
Heterosentis heteracanthus är en hakmaskart som först beskrevs av Otto Friedrich Bernhard von Linstow 1896.  Heterosentis heteracanthus ingår i släktet Heterosentis och familjen Arhythmacanthidae. Inga underarter finns listade i Catalogue of Life.